# Дечебал (Молдова)
Дечебал (рум. Decebal) — село в Сорокском районе Молдавии. Наряду с сёлами Старая Татаровка, Ниорканы, Новая Слободзея, Новая Татаровка и Толоканешты входит в состав коммуны Старая Татаровка.

## География
Село расположено на высоте 224 метра над уровнем моря.

## Население
По данным переписи населения 2004 года, в селе Дечебал проживает 136 человек (71 мужчина, 65 женщин).
Этнический состав села:
| Национальность | Число жителей | Процентный состав |
| -------------- | ------------- | ----------------- |
| молдаване      | 136           | 100,0             |
| Всего          | 136           | 100 %             |